# Hulín (stacja kolejowa)
Hulín – stacja kolejowa w Hulínie, w kraju zlińskim, w Czechach. Jest ważnym węzłem kolejowym o znaczeniu regionalnym. Znajduje się na wysokości 195 m n.p.m.
Na stacji istnieje możliwość zakupu biletów na wszystkiego rodzaju pociągi oraz rezerwacji miejsc. 

## Linie kolejowe
- 303 Kojetín - Valašské Meziříčí
- 330 Přerov - Břeclav